# Verbascum bithynicum
Verbascum bithynicum är en flenörtsväxtart som beskrevs av Pierre Edmond Boissier. Verbascum bithynicum ingår i släktet kungsljus, och familjen flenörtsväxter. Inga underarter finns listade i Catalogue of Life.